# Ballads & Blues
Ballads & Blues ist ein Kompilationsalbum des irischen Bluesrock- und Hard-Rock-Gitarristen Gary Moore, das im November 1994 erschien.

## Entstehung und Veröffentlichung
Inhaltlich umfasst die Kompilation hauptsächlich eine Zusammenstellung aus den Jahren 1982 bis 1994, während Moores Metal-Zeit und in seiner späteren Blues-Ära sowie einige neue Stücke. Die Erstveröffentlichung von Ballads & Blues erfolgte am 18. November 1994 bei Virgin Records. Das Album erschien in seiner Originalausführung als CD mit 14 Titeln (Katalognummer: 8400542). Am 29. April 2011 erschien eine Deluxeversion mit Bonus-DVD (Katalognummer: 0275072). Am 11. Juli 2014 erschien es erstmals als LP-Ausführung, allerdings in gekürzter Ausführung mit zwölf Titeln (Katalognummer: 00600753511206). Bei der LP entfielen die Lieder Crying in the Shadows und Falling in Love with You .

## Titelliste
1. Always Gonna Love You – 3:56
2. Still Got the Blues (Single Version) – 4:10
3. Empty Rooms (Single Version) – 4:15
4. Parisienne Walkaways (Live-Aufnahme aus der ’Blues Alive’ Tour) – 6:52
5. One Day – 3:59
6. Separate Ways – 4:54
7. Story of the Blues – 6:39
8. Crying in the Shadows – 5:00
9. With Love (Remember) – 7:05
10. Midnight Blues – 4:58
11. Falling in Love with You – 4:05
12. Jumpin’ at Shadows – 4:21
13. Blues For Narada (Instrumental) – 7:40
14. Johnny Boy – 3:11

## Rezensionen
Allmusic kritisierte Ballads & Blues als inkonsistent zusammengestelltes Werk. Es enthielt daneben einige bisher unveröffentlichte Songs.

## Kommerzieller Erfolg

### Chartplatzierungen
| ChartsChartplatzierungen     | Höchstplatzierung | Wochen |
| ---------------------------- | ----------------- | ------ |
| Deutschland (GfK)            | 30 (15 Wo.)       | 15     |
| Schweiz (IFPI)               | 15 (11 Wo.)       | 11     |
| Vereinigtes Königreich (OCC) | 33 (8 Wo.)        | 8      |

### Auszeichnungen für Musikverkäufe
| Land/Region                  | Auszeichnungen für Musikverkäufe (Land/Region, Auszeichnung, Verkäufe) | Verkäufe |
| ---------------------------- | ---------------------------------------------------------------------- | -------- |
| Finnland (IFPI)              | Gold                                                                   | 31.093   |
| Norwegen (IFPI)              | Gold                                                                   | 25.000   |
| Schweiz (IFPI)               | 2× Gold                                                                | 50.000   |
| Spanien (Promusicae)         | Gold                                                                   | 50.000   |
| Vereinigtes Königreich (BPI) | Gold                                                                   | 100.000  |
| Insgesamt                    | 6× Gold ·                                                              | 256.093  |